# أمر بالتنفيذ

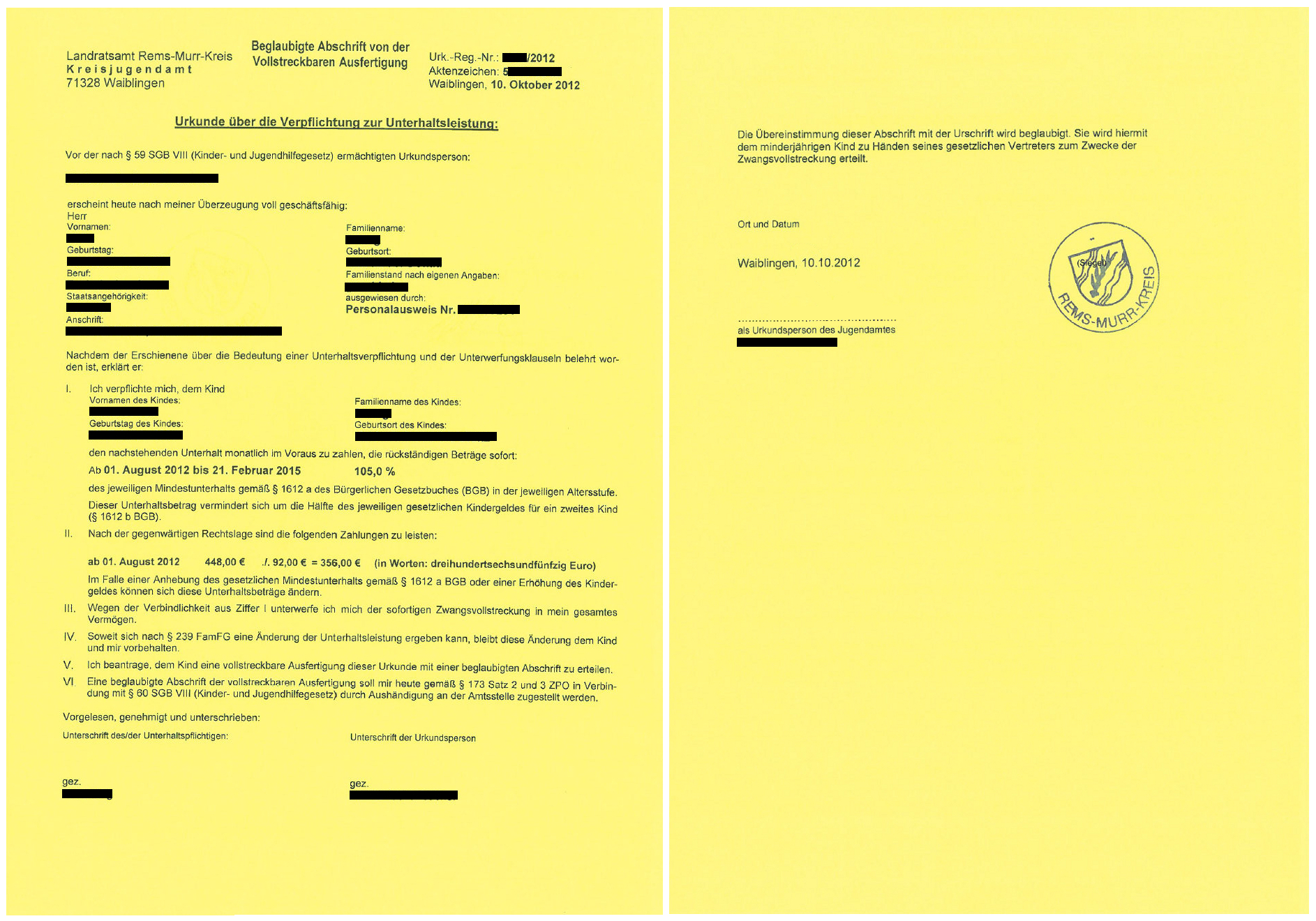

الأمر بالتنفيذ (بالإنجليزية: writ of execution ) هو أمر صادر من المحكمة لتنفيذ حكم الحيازة الذي حصل عليه المدعي من المحكمة. 
عندما يصدر الأمر بالتنفيذ تأمر المحكمة عادةً رئيس التفيذ القضائي( الشريف) أو مسؤول ممثال آخر بالاستلاء على ممتلكات المدين المحكوم عليه. مثل هذه الممتلكات عادةً ما يتم بيعها في مزاد علني ويتم دفع العائدات إلى المدعي بشكل كلي أو جزئي استيفاءً للحكم.
بشكل عام من الأفضل أن يقوم رئيس التنفيذ القضائي ببساطة بحيازة الأموال من الحساب المصرفي للمدعى عليه، أما إذا كان المدعى عليه يمتلك ممتلكات عقارية يمكن للدائن بحكم قضائي أن يطالب ب«تجميد» الملكية حتى يتم التنفيذ .
بشكل عام التنفيذ غير ضروري للمُدعى عليهم الذين يقومون بتنفيذ أحكام الدفع الصادرة ضدهم طواعية، ومع ذلك يتجاهل بعض المُدعى عليهم الأحكام الصادرة ضدهم، مما يجبر بعض المدعيين على استخدام أمر التنفيذ لإجبارهم على تنفيذ الحكم.  
في الولايات المتحدة لا تخضع جميع الأصول للتنفيذ، على سبيل المثال دخل تأمين الموجود في الحساب المصرفي معفى من التنفيذ، كما تحمي العديد من الدول أيضًا الحساب التقاعدي للأفراد بالإضافة إلى دخل البطالة ولكن قد يكون المبلغ المعفى محدودًا